# Vivaro
Pour les articles homonymes, voir Vivaro (homonymie).
Vivaro est une commune de la province de Pordenone, dans la région Frioul-Vénétie Julienne, en Italie.

## Administration
| Période                                  | Période  | Identité       | Étiquette                            | Qualité |
| ---------------------------------------- | -------- | -------------- | ------------------------------------ | ------- |
| 15 juin 2004                             | En cours | Ezio Cesaratto | Democrazia è Libertà - la Margherita |         |
| Les données manquantes sont à compléter. |          |                |                                      |         |

Depuis le 8 juin 2009, Mauro Candido, Lista Civica.

### Hameaux
Basaldella, Tesis.

### Communes limitrophes
Arba, Cordenons, Maniago, San Giorgio della Richinvelda, San Quirino, Spilimbergo.